# Pressburger Straße
De Pressburger Straße (B9) is een Bundesstraße in de Oostenrijkse deelstaat Neder-Oostenrijk.
De weg begint bij Schwechat en loopt via Hainburg an der Donau en Wolfsthal naar de Slowaakse grens. De B9 is 47 km lang.
Routebeschrijving
De B9 begint op een rotonde waar de op afrit Schwechal-Ost van de S1 aansluit en de B10 kruist. De weg loopt naar het oosten als rondweg langs Schwechat, door Fischamend waar de B60 aansluit, Maria Ellend, Scharndorf en via de rondweg van Petronell-Carnuntum waarop de B211 aansluit. De weg loopt verder Bad Deutsch-Altenburg waar ze de B49 kruist, Hainburg an der Donau en Wolfsthal. Ten oosten van Wolfsthal sluit de B50a aan waarna ze enkele kilometers verder naar het oosten bij de grens met Slowakije overgaat in de I61 naar Pressburg.
Trivia
Omdat de B9 door Hainburg an der Donau loopt, wordt ze in Oostenrijk ook wel de Hainburger Straße genoemd.
B1 · 
B2 · 
B3 · 
B4 · 
B5 · 
B6 · 
B7 · 
B8 · 
B9 · 
B10 · 
B11 · 
B12 · 
B13 · 
B14 · 
B15 · 
B16 · 
B17 · 
B18 · 
B19 · 
B20 ·  
B21 · 
B22 · 
B23 · 
B24 · 
B25 · 
B26 · 
B27 · 
B28 · 
B29 · 
B30 · 
B31 · 
B32 · 
B33 · 
B34 · 
B35 · 
B36 · 
B37 · 
B38 · 
B39 · 
B40 · 
B41 · 
B42 · 
B43 · 
B44 · 
B45 · 
B46 · 
B47 · 
B48 · 
B49 · 
B50 · 
B51 · 
B52 · 
B53 · 
B54 · 
B55 · 
B56 · 
B57 · 
B58 · 
B59 · 
B60 · 
B61 · 
B62 · 
B63 · 
B64 · 
B65 · 
B66 · 
B67 · 
B68 · 
B69 · 
B70 · 
B71 · 
B72 · 
B73 · 
B74 · 
B75 · 
B76 · 
B77 · 
B78 · 
B79 · 
B80 · 
B81 · 
B82 · 
B83 · 
B84 · 
B85 · 
B86 · 
B87 · 
B88 · 
B89 · 
B90 · 
B91 · 
B92 · 
B93 · 
B94 · 
B95 · 
B96 · 
B97 · 
B98 · 
B99 · 
B100 · 
B105 · 
B106 · 
B107 · 
B108 · 
B109 · 
B110 · 
B111 · 
B113 · 
B114 · 
B115 · 
B116 · 
B117 · 
B119 · 
B120 · 
B121 · 
B122 · 
B123 · 
B124 · 
B125 · 
B126 · 
B127 · 
B129 · 
B130 · 
B131 · 
B132 · 
B133 · 
B134 · 
B135 · 
B136 · 
B137 · 
B138 · 
B139 · 
B140 · 
B141 · 
B142 · 
B143 · 
B144 · 
B145 · 
B146 · 
B147 · 
B148 · 
B149 · 
B150 · 
B151 · 
B152 · 
B153 · 
B154 · 
B155 · 
B156 · 
B158 · 
B159 · 
B160 · 
B161 · 
B162 · 
B163 · 
B164 · 
B165 · 
B166 · 
B167 · 
B168 · 
B169 · 
B170 · 
B171 · 
B172 · 
B173 · 
B174 · 
B175 · 
B176 · 
B177 · 
B178 · 
B179 · 
B180 · 
B181 · 
B182 · 
B183 · 
B184 · 
B185 · 
B186 · 
B187 · 
B188 · 
B189 · 
B190 · 
B191 · 
B192 · 
B193 · 
B197 · 
B198 · 
B199 · 
B200 · 
B201 · 
B202 · 
B203 · 
B204 · 
B205 · 
B209 · 
B210 · 
B211 · 
B212 · 
B213 · 
B214 · 
B215 · 
B216 · 
B217 · 
B218 · 
B219 · 
B220 · 
B221 · 
B222 · 
B223 · 
B224 · 
B225 · 
B226 · 
B227 · 
B228 · 
B229 · 
B230 · 
B303 · 
B305 · 
B309 · 
B310 · 
B311 · 
B316 · 
B317 · 
B319 · 
B320